# Mer Égée
Pour les articles homonymes, voir Égée.
Ne doit pas être confondu avec Mer-Égée.
La mer Égée [mɛʁ eʒe] (en grec moderne Αιγαίο Πέλαγος (Aigaio pélagos), [eˈʝeo ˈpelaɣos]  ; en turc Ege Denizi (usuel) ou Adalar Denizi) est une mer intérieure du bassin méditerranéen, située entre l’Europe et la Grèce à l’ouest, et l’Asie et la Turquie à l’est. Elle s'étend de la côte thrace et du détroit des Dardanelles au nord jusqu’à la Crète au sud.

## Géographie

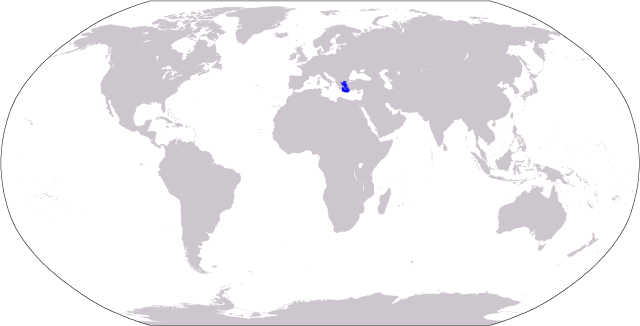

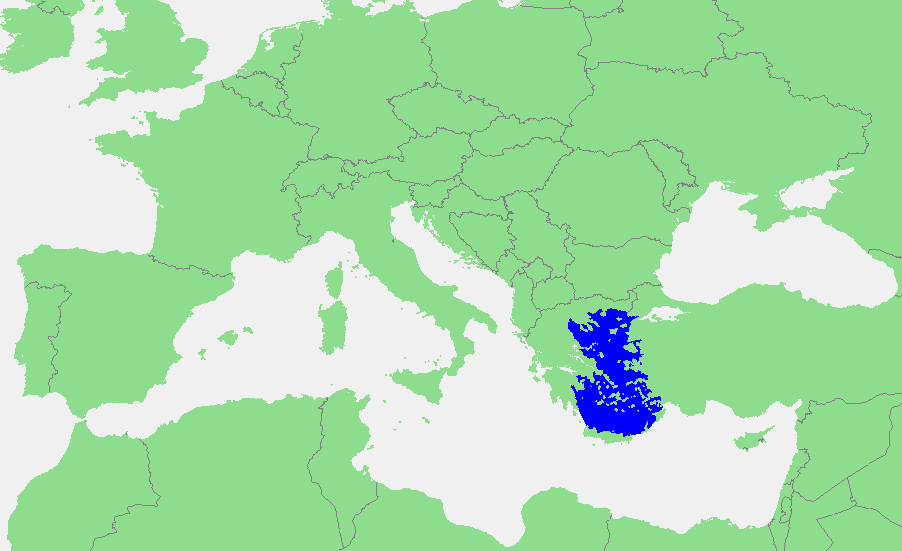
La mer Égée dans la mer Méditerranée.

Elle est limitée à l'ouest et au nord par la Grèce, à l'est par la Turquie ; au sud, un chapelet d’îles la sépare du bassin oriental de la Méditerranée : Cythère, la Crète, Karpathos et Rhodes.
D’est en ouest, elle est large de 300 à 400 km ; du nord au sud, elle fait 600 km. Ses fonds les plus profonds se trouvent au nord de la Crète, et atteignent 2 100 mètres. Le plateau continental (profondeur inférieure à 200 m) est très limité.
Elle baigne un très grand nombre d’îles dont la principale est la Crète. Chacune des zones comprend des îles importantes et densément peuplées :
- zone septentrionale : six îles principales appartiennent à la Grèce : Thasos, Samothrace, Lemnos, Lesbos, Chios et Samos, la capitale locale est Mytilène. Deux autres îles appartiennent à la Turquie : Gökçeada et Bozcaada.
- à l’ouest : près de la Grèce continentale, les Sporades. Elles sont peuplées d’environ 200 000 habitants sur 3 836 km2 ;
- zone méridionale : les Cyclades et le Dodécanèse (Rhodes) appartiennent à la Grèce. Capitale : Hermoupolis. Environ 260 000 habitants sur 5 286 km2.

### Délimitation
L’Organisation hydrographique internationale détermine les limites de la mer Égée de la façon suivante :
- au sud : une ligne partant de l’Akyar burnu (36° 41′ 17″ N, 28° 13′ 17″ E) en Turquie, jusqu’à l’Ákra Ammóglossa (36° 27′ 28″ N, 28° 13′ 14″ E), l’extrémité nord-est de Rhodes, à travers cette île jusqu’à l’Ákra Prasson (35° 52′ 39″ N, 27° 44′ 59″ E), sa pointe sud-ouest, à l’Ákra Tragopídhima (35° 32′ 41″ N, 27° 13′ 10″ E) à Karpathos, à travers cette île jusqu’à l’Ákra Kastéllo (35° 23′ 48″ N, 27° 08′ 04″ E), son extrémité sud, puis par l’Ákra Pláka (35° 11′ 38″ N, 26° 19′ 07″ E) (l’extrémité est de la Crète), à travers la Crète jusqu’à Agria Gramvousa, son extrémité nord-ouest (35° 38′ 52,86″ N, 23° 34′ 34,62″ E), de là jusqu’à l’Ákrotirion Apolytara (35° 49′ 20″ N, 23° 19′ 34″ E) à Anticythère, à travers cette île jusqu’à Nisís Psíra (au large de la pointe nord-ouest) (35° 54′ 27″ N, 23° 15′ 38″ E), puis par l’Ákra Trakhili (36° 07′ 49″ N, 23° 02′ 51″ E) à Cythère, à travers Cythère jusqu’à sa pointe nord-ouest, l’Ákra Karamvoula, et de là jusqu’à l’Ákra Agia Maria (36° 27′ 41″ N, 22° 55′ 58″ E), sur l’île d’Elafónisos, dans le Péloponnèse ;
- au nord-est : une ligne joignant Kumkale (40° 00′ 31″ N, 26° 11′ 54″ E) et Mehmetçik burnu (ex-cap Helles) (40° 02′ 35″ N, 26° 10′ 31″ E), l’entrée occidentale du détroit des Dardanelles.

## Noms de la mer Égée

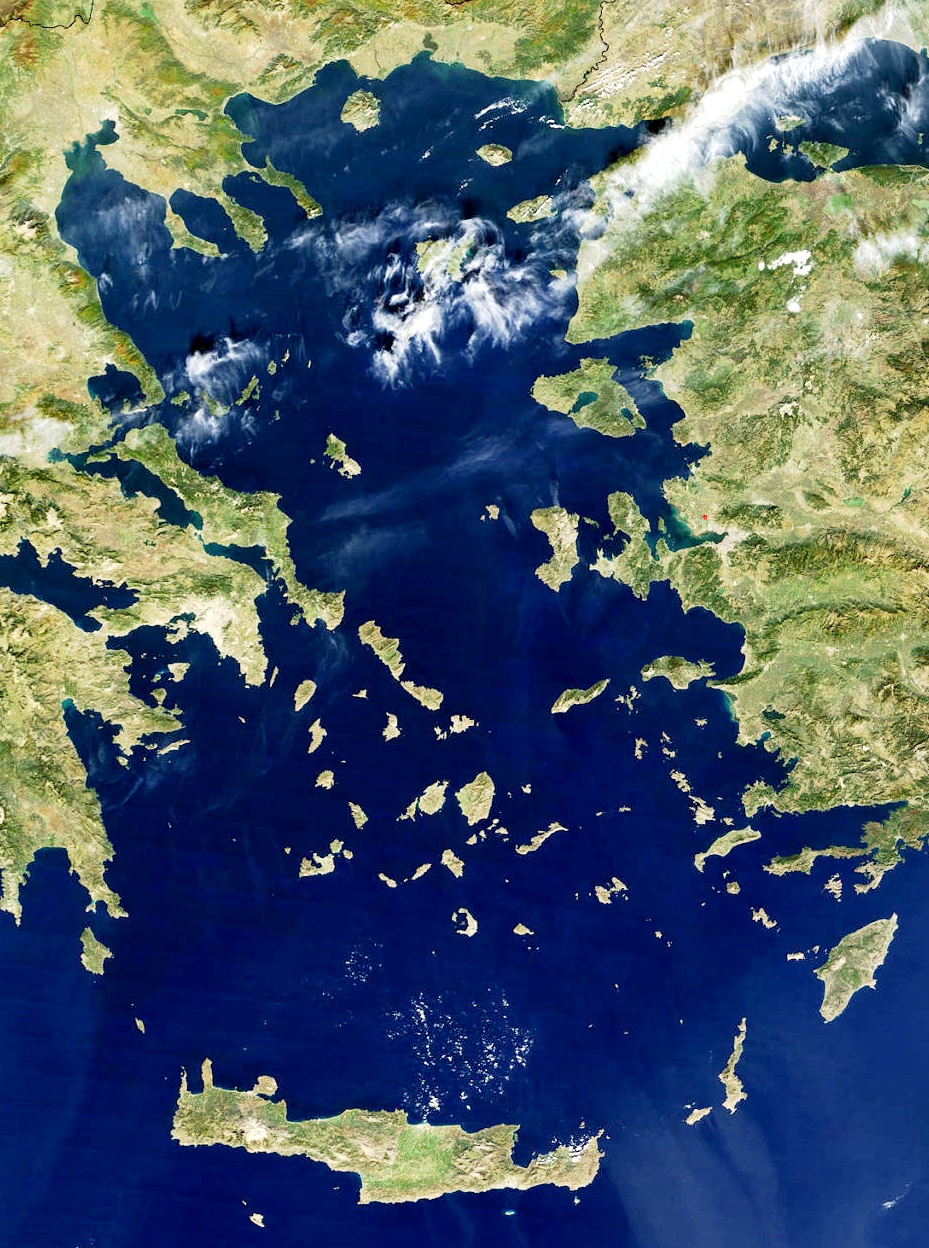
Image satellite de la mer Égée

L’étymologie du nom « mer Égée » est discutée. Selon certains auteurs latins, il viendrait de la légende du roi Égée qui, dans la mythologie grecque, se serait suicidé lors du retour de Crète de son fils Thésée. Les marins devaient mettre des voiles blanches à leurs navires si Thésée revenait vivant, et noires si celui-ci avait péri lors de son duel contre le Minotaure. Toutefois, l’équipage ivre de joie et de vin oublia cette promesse. Lorsque les bateaux revinrent, Égée crut alors que son fils était mort et, submergé de douleur, il se tua en se jetant à la mer.
Une autre étymologie rapproche ce nom du terme grec ancien αἰγιαλός / aigialós désignant le « bord de mer », et qui est censé abriter, selon l’Iliade et l’Odyssée, la demeure du dieu Poséidon.
À l’époque franque, les Vénitiens désignaient la Mer Égée par le terme Arcipelago, par déformation du grec Aigaion Pelagos. Ce terme apparaît pour la première fois en 1268, dans un traité signé entre le doge de Venise et l’empereur byzantin Michel VIII Paléologue, et désignait également par métonymie l’ensemble des îles Égéennes. Finalement, ce terme traduit en français par « archipel », a fini dans la langue courante (même en grec) par signifier tout ensemble d'îles.
Sous les ères seldjoukides et ottomanes, la Mer Égée était désignée sous le nom de mer aux îles. Le navigateur turc ottoman Piri Reis dans son célèbre ouvrage Kitab-i Bahriye achevé en 1519 mentionne adalar denizi la mer qui sépare l'Anatolie et le flanc médian de la péninsule balkanique. Dans la Turquie moderne, cette désignation séculaire est peu à peu tombée en désuétude au profit de la transcription phonétique du français Égée en Ege après que le congrès géographique turc ait adopté cette dernière désignation officielle en 1941. Aujourd'hui en Turquie, par réaction, les milieux conservateurs et nationalistes ont tendance à remette au goût du jour la désignation Adalar Denizi[réf. nécessaire].

## Histoire

### Antiquité

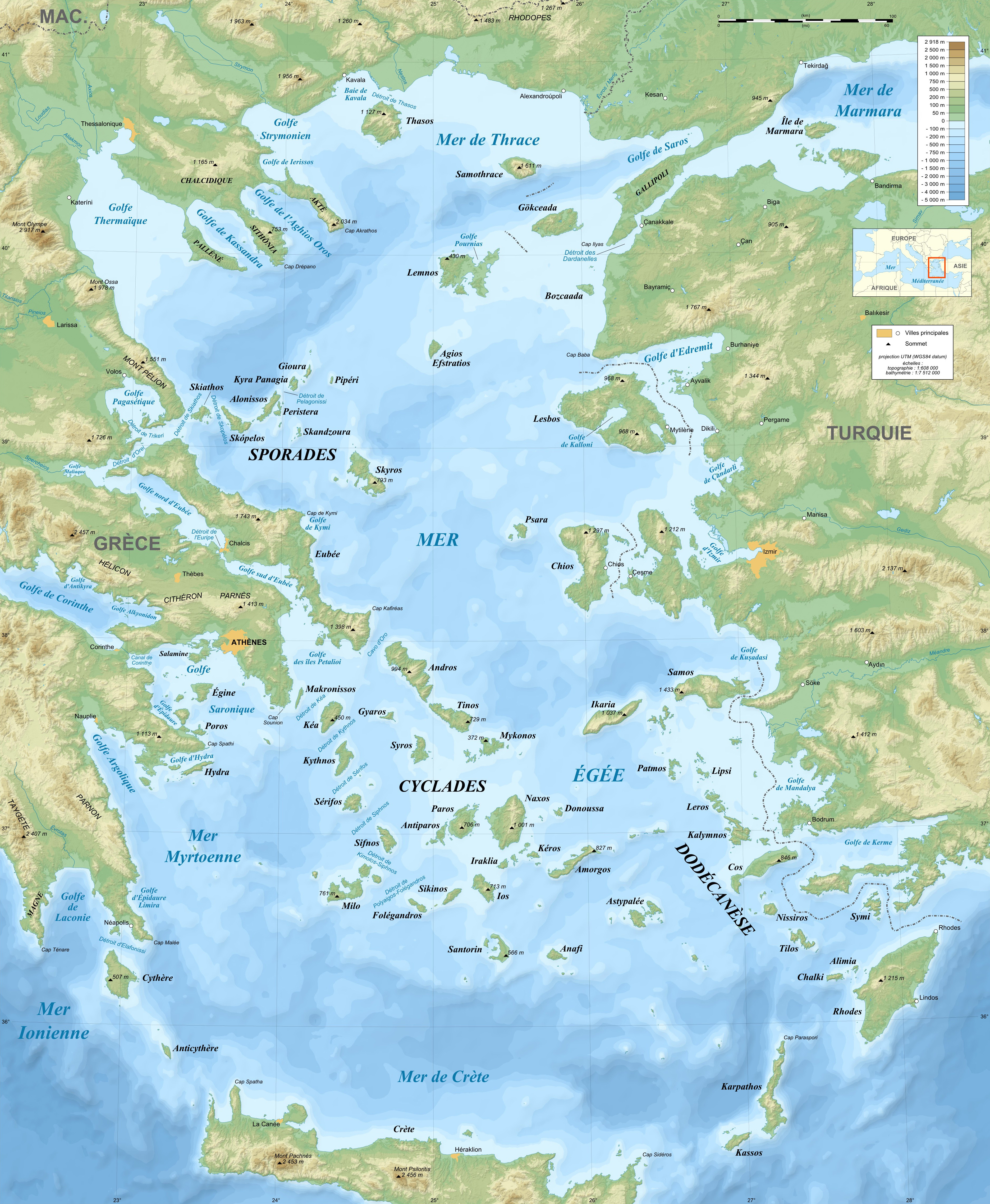
Carte bathymétrique de la Mer Égée

Durant l’Antiquité, la mer Égée favorise le développement de la navigation maritime des Cycladiques, des Minoens, des Lélèges, des Phéniciens et des Grecs. Ses côtes montagneuses et irrégulières forment des abris naturels fréquents ; le très grand nombre d’îles, montagneuses elles aussi, fait qu’il est possible de toujours naviguer à vue, sans jamais perdre une côte de vue. Le bois, à l’époque, ne manquait pas pour construire des embarcations.
La mer Égée est ainsi le berceau des premières thalassocraties de l’histoire européenne, celle des Minoens de Crète et celle d’Athènes au Ve siècle av. J.-C. (ligue de Délos).
Avec la conquête romaine (Rome commence à administrer la Grèce à partir de 167 av. J.-C.), les côtes de la mer Égée font partie du même ensemble pour plusieurs siècles : Empire romain (devenu l’Empire romain d'Orient que nous appelons « byzantin ») jusqu’au XIIe siècle, auquel succèdent les « Francs » puis des Turcs.

### Moyen Âge
Les rivages sont partagés entre les différents États grecs, les Turcs et les États latins, jusqu’à la chute de Rhodes en 1522, puis la conquête de la Crète, auparavant vénitienne, au XVIIe siècle (prise de Candie en 1669 et de Spinalonga en 1715).

### Antagonisme gréco-turc
La Grèce obtient son indépendance contre l’Empire ottoman en 1830 à la suite de la révolte de Morée et de la garantie des grandes puissances (Grande-Bretagne, Russie, France). D’abord limitée au Péloponnèse et à l’Attique, elle s’agrandit jusqu'à sextupler son territoire au cours des XIXe et XXe siècles, ce à la faveur de plusieurs traités internationaux. Allant jusqu’à envahir l’Ionie (une partie de la côte d’Anatolie occidentale), dans le but irrédentiste de rassembler les terres peuplées de Grecs (Megali Idea). Cependant, la contre-offensive kémaliste met fin au rêve du panhellénisme. Le traité de Lausanne de 1923 entérine la défaite grecque et organise les échanges de population grecques et turques entre les deux rives de la mer Égée, provoquant d’importants bouleversements démographiques.
Depuis, un contentieux oppose toujours les deux États à propos de la mer Égée, notamment concernant la souveraineté sur certains îlots inhabités non répertoriés par le Traité de Lausanne, îles que la Turquie considère de jure comme lui revenant tacitement de plein droit; la répartition des eaux territoriales et de l'espace aérien, donnant lieu à des incidents répétés, chaque partie s'estimant être dans son droit.